# Bangladeschische Cricket-Nationalmannschaft in Simbabwe in der Saison 2011
Die Tour der bangladeschischen Cricket-Nationalmannschaft nach Simbabwe in der Saison 2011 fand vom 4. bis zum 21. August 2011 statt. Die internationale Cricket-Tour war Teil der internationalen Cricket-Saison 2011 und umfasste ein Test Match und fünf ODIs. Simbabwe gewann die ODI-Serie 3-2 und das Test Match.

## Vorgeschichte
Die Tour wurde von Seiten Simbabwes am 24. März 2011 bestätigt. Simbabwe hatte sich im Jahr 2006 auf Grund von organisatorischen Problemen vom Test Cricket zurückgezogen und hatte seit dem keinen Test mehr bestritten. Der Test auf dieser Tour war somit der erste Test Simbabwes seit der Tour Indiens in 2005. Bangladesch hatte ebenfalls seit einem Jahr, keinen Test mehr bestritten. Da beide Mannschaften die am schlechtesten einzustufenden Test-Teams waren, trugen sie mehrfach Touren gegeneinander aus um Spielpraxis zu sammeln, zuletzt im vorhergehenden Dezember in Bangladesch.

## Stadien
Die folgenden Stadien wurden für die Tour als Austragungsort vorgesehen.
| Stadion  | Stadt              | Kapazität | Spiele               |
| -------- | ------------------ | --------- | -------------------- |
| Harare   | Harare Sports Club | 10.000    | 1. Test; 1. – 3. ODI |
| Bulawayo | Queens Sports Club | 9.000     | 4. und 5. ODI        |

## Kaderlisten
Bangladesch benannte seinen Kader am 15. Juli 2011. Simbabwe gab seinen Kader am 1. August 2011 bekannt.
| Test | Test | ODI | ODI |
| Simbabwe | Bangladesch | Simbabwe | Bangladesch |
| --- | --- | --- | --- |
| - Brendan Taylor (K) - Regis Chakabva - Elton Chigumbura - Craig Ervine - Kyle Jarvis - Hamilton Masakadza - Tino Mawoyo - Keegan Meth - Chris Mpofu - Ray Price - Vusi Sibanda - Tatenda Taibu (wk) - Prosper Utseya - Brian Vitori | - Shakib Al Hasan (K) - Abdur Razzak - Imrul Kayes - Junaid Siddique - Mahmudullah - Mohammad Ashraful - Mushfiqur Rahim (wk) - Nasir Hossain - Nazmul Hossain - Robiul Islam - Rubel Hossain - Shafiul Islam - Shahriar Nafees - Shuvagoto Hom - Tamim Iqbal | - Brendan Taylor (K) - Regis Chakabva - Elton Chigumbura - Craig Ervine - Kyle Jarvis - Hamilton Masakadza - Keegan Meth - Chris Mpofu - Forster Mutizwa - Ray Price - Vusi Sibanda - Tatenda Taibu (wk) - Prosper Utseya - Brian Vitori - Malcolm Waller | - Shakib Al Hasan (K) - Abdur Razzak - Imrul Kayes - Junaid Siddique - Mahmudullah - Mohammad Ashraful - Mushfiqur Rahim (wk) - Nasir Hossain - Nazmul Hossain - Robiul Islam - Rubel Hossain - Shafiul Islam - Shahriar Nafees - Shuvagoto Hom - Tamim Iqbal |

## Tour Match
| 30. Juli – 1. August Scorecard | Harare | Bangladeshis 188 (60.1) & 147 (47.5) | – | Zimbabwe XI 113 (45) & 225-6 (63.4) |
|                                |        | Zimbabwe XI gewinnt mit 4 Wickets    |   |                                     |

## Test in Harare
| 4. – 8. August Scorecard | Harare | Simbabwe 370 (131) & 291-5d (92) | – | Bangladesch 287 (96.2) & 244 (57.3) |
|                          |        | Simbabwe gewinnt mit 130 Runs    |   |                                     |

## One-Day Internationals

### Erstes ODI in Harare
| 12. August Scorecard | Harare | Bangladesch 184 (48.4)         | – | Simbabwe 186-6 (41.2) |
|                      |        | Simbabwe gewinnt mit 4 Wickets |   |                       |

### Zweites ODI in Harare
| 14. August Scorecard | Harare | Bangladesch 188 (47.3)         | – | Simbabwe 191-3 (44.1) |
|                      |        | Simbabwe gewinnt mit 7 Wickets |   |                       |

### Drittes ODI in Harare
| 16. August Scorecard | Harare | Simbabwe 250-7 (50)         | – | Bangladesch 245 (49.2) |
|                      |        | Simbabwe gewinnt mit 5 Runs |   |                        |

### Viertes ODI in Bulawayo
| 19. August Scorecard | Bulawayo | Simbabwe 199 (48.2)               | – | Bangladesch 203-4 (36.4) |
|                      |          | Bangladesch gewinnt mit 6 Wickets |   |                          |

### Fünftes ODI in Bulawayo
| 21. August Scorecard | Bulawayo | Bangladesch 253-6 (50)          | – | Simbabwe 160 (38.2) |
|                      |          | Bangladesch gewinnt mit 93 Runs |   |                     |

## Statistiken
Die folgenden Cricketstatistiken wurden bei dieser Tour erzielt.
| Test               | Test        | Test    | Test    | Test    | Test    | Test    | Test    | Test    |
| Batting            | Batting     | Batting | Batting | Batting | Batting | Batting | Batting | Batting |
| Spieler            | Mannschaft  | Spiele  | Innings | Runs    | Average | HS      | 100s    | 50s     |
| ------------------ | ----------- | ------- | ------- | ------- | ------- | ------- | ------- | ------- |
| Brendan Taylor     | Simbabwe    | 1       | 2       | 176     | 176,00  | 105*    | 1       | 1       |
| Vusi Sibanda       | Simbabwe    | 1       | 2       | 116     | 58,00   | 78      | 0       | 1       |
| Mohammad Ashraful  | Bangladesch | 1       | 2       | 112     | 56,00   | 73      | 0       | 1       |
| Hamilton Masakadza | Simbabwe    | 1       | 2       | 109     | 54,50   | 104     | 1       | 0       |
| Tatenda Taibu      | Simbabwe    | 1       | 2       | 82      | 41,00   | 59      | 0       | 1       |
| Bowling            |             |         |         |         |         |         |         |         |
| Spieler            | Mannschaft  | Spiele  | Overs   | Wickets | Average | BBI     | 5W      | 10W     |
| Brian Vitori       | Simbabwe    | 1       | 38      | 5       | 24,40   | 4/66    | 0       | 0       |
| Chris Mpofu        | Simbabwe    | 1       | 33      | 5       | 24,60   | 3/51    | 0       | 0       |
| Kyle Jarvis        | Simbabwe    | 1       | 32.3    | 5       | 25,60   | 4/61    | 0       | 0       |
| Shakib Al Hasan    | Bangladesch | 1       | 44      | 4       | 30,50   | 3/62    | 0       | 0       |
| Rubel Hossain      | Bangladesch | 1       | 46      | 4       | 39,75   | 3/84    | 0       | 0       |

| ODIs                 | ODIs        | ODIs    | ODIs    | ODIs    | ODIs    | ODIs    | ODIs    | ODIs    |
| Batting              | Batting     | Batting | Batting | Batting | Batting | Batting | Batting | Batting |
| Spieler              | Mannschaft  | Spiele  | Innings | Runs    | Average | HS      | 100s    | 50s     |
| -------------------- | ----------- | ------- | ------- | ------- | ------- | ------- | ------- | ------- |
| Vusi Sibanda         | Simbabwe    | 5       | 5       | 242     | 48,40   | 96      | 0       | 2       |
| Shakib Al Hasan      | Bangladesch | 5       | 5       | 216     | 54,00   | 79      | 0       | 2       |
| Mushfiqur Rahim      | Bangladesch | 5       | 5       | 208     | 41,60   | 101     | 1       | 1       |
| Hamilton Masakadza   | Simbabwe    | 5       | 5       | 181     | 36,20   | 74      | 0       | 1       |
| Tatenda Taibu        | Simbabwe    | 5       | 5       | 158     | 39,50   | 83      | 0       | 2       |
| Bowling              |             |         |         |         |         |         |         |         |
| Spieler              | Mannschaft  | Spiele  | Overs   | Wickets | Average | BBI     | 5W      | 10W     |
| Brian Vitori         | Simbabwe    | 3       | 29.3    | 11      | 8,63    | 5/20    | 2       | 0       |
| Rubel Hossain        | Bangladesch | 5       | 45      | 11      | 16,54   | 4/26    | 0       | 0       |
| Mohammad Mahmudullah | Bangladesch | 5       | 34      | 6       | 24,00   | 3/13    | 0       | 0       |
| Shakib Al Hasan      | Bangladesch | 5       | 37      | 6       | 29,33   | 2/26    | 0       | 0       |
| Prosper Utseya       | Bangladesch | 5       | 50      | 6       | 39,66   | 3/47    | 0       | 0       |

## Player of the Series
Als Player of the Series wurden die folgenden Spieler ausgezeichnet.
| Serie | Player of the Series |
| ----- | -------------------- |
| ODI   | Brian Vitori         |

### Player of the Match
Als Player of the Match wurden die folgenden Spieler ausgezeichnet.
| Spiel   | Player of the Match |
| ------- | ------------------- |
| 1. Test | Brendan Taylor      |
| 1. ODI  | Brian Vitori        |
| 2. ODI  | Brian Vitori        |
| 3. ODI  | Mushfiqur Rahim     |
| 4. ODI  | Rubel Hossain       |
| 5. ODI  | Shakib Al Hasan     |